# Verdel (Nebraska)
Verdel est un village situé dans le comté de Knox au Nebraska aux États-Unis. Lors du recensement de 2010, la population y était de 30 habitants. Selon le Bureau du recensement des États-Unis, le village couvre une superficie totale de 0,44 km2.